# Eduardo Busso
Eduardo Bernardo Busso (Moreno, provincia de Buenos Aires, 23 de junio de 1898 – 25 de diciembre de 1983) fue un político y jurista especializado en Derecho Civil.

## Actividad docente y académica
Fue profesor adjunto de Derecho Civil de la Facultad de Derecho de la Universidad de Buenos Aires entre 1926 y 1938
También fue miembro de número de la Academia Nacional de Derecho y Ciencias Sociales de Buenos Aires, la que presidió entre 1971 y 1974.
En la década de 1940 comenzó a publicar su Código Civil Anotado.

## Actividad política
Busso había sido directivo de la Sociedad Rural Argentina y, junto a otros colegas, había organizado dentro del Colegio de Abogados de la ciudad de Buenos Aires un espacio en el cual daban clase  Sebastián Soler y Manuel Río –quien más adelante fue nombrado embajador ante la Santa Sede-. Gozaba de respeto entre sus colegas[cita requerida] y, especialmente, entre los estudios jurídicos más importantes y entre los grupos económicos más grandes. En los días inmediatamente posteriores al desencadenamiento del golpe de Estado del 16 de septiembre de 1955 el jefe militar rebelde general Eduardo Lonardi se encontraba todavía en la ciudad de Córdoba, próximo a viajar a Buenos Aires para asumir el cargo de presidente de facto, cuando fue entrevistado por Bonifacio del Carril, un dirigente de extracción católica que le acercó varios nombres de personas que podían desempeñar cargos en el nuevo gobierno, entre los cuales estaba para el Ministerio de Interior o de Justicia, el de Eduardo B. Busso, a quien Lonardi conocía porque su estudio de abogados había tenido a su cargo un pleito de la familia de su esposa Mercedes Villada Achával de Lonardi. Por otra parte, también el coronel Bernardino Labayru –nombrado jefe de la Casa Militar al asumir el nuevo gobierno- apoyó a Busso, que había estado asociado en la escribanía del padre del militar. Si bien Lonardi prefería para el cargo a Atilio Dell'Oro Maini, un reconocido intelectual católico, optó por designar a Busso como ministro de Interior y Justicia, cargo que asumió el 23 de septiembre de 1955. Inmediatamente nombró como subsecretario de interior a Carlos Manuel Muñiz, un abogado especializado en Derecho Internacional con prestigio intelectual y buenos contactos en el mundo político que más adelante fue ministro de Relaciones Exteriores en el gobierno de Arturo Frondizi así como diversos cargos diplomáticos.
El ministerio a cargo de Busso tenía poca influencia en las provincias, al frente de cuyos gobiernos se designaron militares de las tres armas pero, en cambio, controlaba un elemento de importancia en la formación de la opinión pública como eran los medios de comunicación. El gobierno peronista en forma directa o a través de terceros había adquirido el control de todas las radiodifusoras, de la única estación de televisión y de casi todos los medios de prensa del país, por lo cual una de las primeras tareas a cargo de Busso fue la designación de interventores en cada uno de ellos. Otro aspecto de su gestión fue la investigación de los actos de tortura realizados por la policía, especialmente en la Sección Especial de la Policía Federal.
Pasadas las primeras semanas se delinearon en las filas del gobierno dos líneas políticas, una de los autodenominados “demócratas” o liberales, que eran entre moderados y conservadores en sus concepciones socioeconómicas y tenían a Busso como su expresión más fuerte en el gabinete. La otra, católica y nacionalista, era opuesta tanto al liberalismo argentino como a los partidos políticos tradicionales, de la que participaban el ministro de relaciones exteriores y culto Mario Amadeo, el Ministro de Trabajo Luis B. Cerruti Costa, Juan Carlos Goyeneche, que ocupaba el cargo que otrora tenía el odiado Raúl Apold en la Secretaría de Prensa y Actividades Culturales, el general Justo León Bengoa, Ministro de Ejército, el general Juan José Uranga, ministro de Transporte y, fundamentalmente, Clemente Villada Achával, cuñado de Lonardi al que se le atribuía influencia sobre el mismo desde su cargo de Secretario general de la Presidencia. Los partidos políticos apoyaban la línea de Busso con la sola excepción de la Unión Federal Demócrata Cristiana, un partido que había sido creado apresuradamente para reunir a simpatizantes nacionalistas, que respaldaba a Villada Achával. La frágil salud de Lonardi era un factor que tornaba inestable el equilibrio entre las dos tendencias.

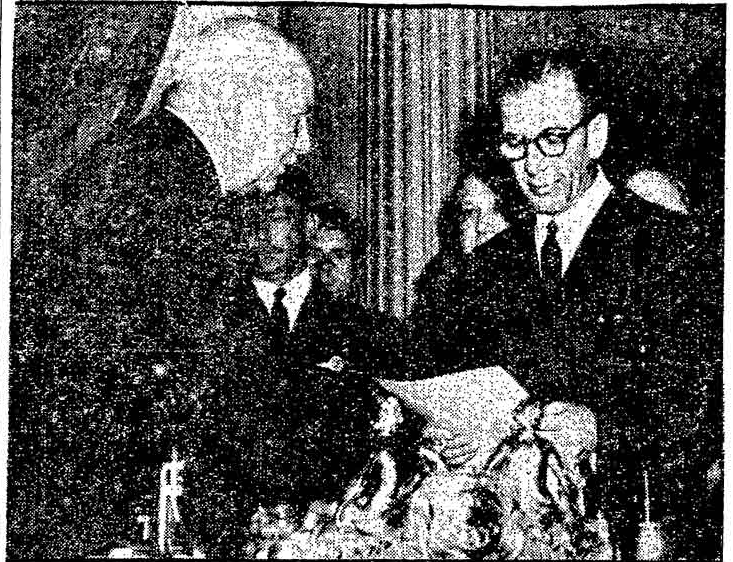
Jura Eduardo Busso, ministro del interior y justicia, ante el presidente de facto Eduardo Lonardi, en el salón blanco de la Casa Rosada.

## Desplazamiento del ministro Bengoa
El ministro de Ejército Bengoa era objeto de críticas por parte de los militares simpatizantes del sector liberal, quienes le imputaban lentitud en la depuración que llevaba a cabo en las filas del ejército. Simultáneamente circulaban rumores de que el sector nacionalista tenía planes para imponer un régimen neofascista en el gobierno.
El coronel Bernardino Labayru, un antiguo amigo de Lonardi, quien lo nombró jefe de la Casa Militar, que era otro de los opositores al grupo nacionalista, con apoyo de muchos militares retirados que habían vuelto a la actividad y tenían mando en unidades del gran Buenos Aires, encabezó contra Bengoa una embestida que tenía el beneplácito de la Marina y logró que el 9 de noviembre el ministro renunciara.
Juan Carlos Goyeneche, era el otro funcionario fuertemente cuestionado. Profesor de Literatura Española, se conocía que había visitado la Alemania de Hitler y expresado simpatías por el régimen franquista. Al ser nombrado para el cargo pidió que se le juzgara por su actos del presente y no por las notaciones de un archivo arcaico”. A poco de asumir como Secretario de Prensa y Actividades Culturales comenzaron las críticas, que incluyeron pegatina de carteles en la ciudad pidiendo su destitución. El sector liberal optó por una vía indirecta: consiguió que se aprobara la disolución de la Secretaría de Prensa lo que obligó a Goyeneche a renunciar el 9 de noviembre.

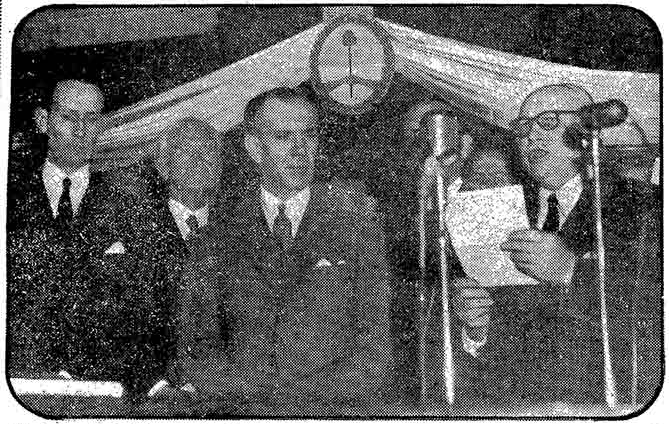
Eduardo Busso junto al presidente de facto Eduardo Lonardi, hablando en el acto de juramento de los nuevos miembros de la Corte Suprema De Justicia.

## Diferendos con Villada Achával
Durante la época peronista el diario Clarín había obtenido, entre otros beneficios, un crédito del IAPI y un convenio mediante el cual imprimía el periódico a bajo costo en los talleres del diario Crítica, controlado por el gobierno. Este último beneficio había sido mantenido por el interventor designado luego de la deposición de Perón que al asumir Busso quedó bajo la autoridad de éste. Villada preparó un decreto devolviendo Crítica a sus anteriores dueños, los Botana, como estaba haciendo el gobierno con otros medios que habían integrado la excadena oficialista, pero Busso lo venía demorando. Villada lo atribuía al propósito de beneficiar a Clarín , cuyo director propietario Roberto J. Noble era cuñado del ministro.

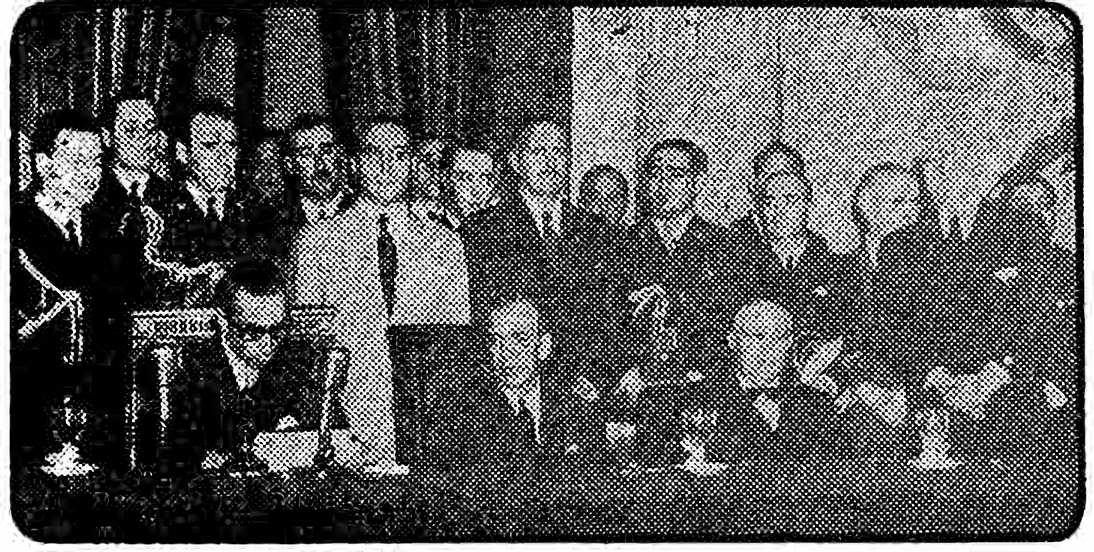
En el salón de los pasos perdidos del congreso de la nación, el vicepresidente Rojas inaugura las sesiones de la Junta Consultiva Nacional. A su derecha, el presidente Lonardi y a la derecha de este, Eduardo Busso, ministro del interior y justicia. Noviembre de 1955.

Por su parte, la línea liberal imputaba a Villada dilatar la devolución de los diarios La Prensa y La Vanguardia a sus legítimos dueños.
Otro tema de desacuerdo era la resistencia de Villada a que se interviniera la CGT y se disolviera el Partido Peronista, dos medidas reclamadas por el sector liberal que Villada consideraba incompatibles con el propósito de recrear una convivencia armónica.
Villada preparó un decreto creando una nueva Secretaría de Asesoramiento, que Lonardi desechó luego de escuchar las objeciones de Busso; sin embargo, esto originó una ola de rumores conforme los cuales Villada planeaba promoverse a Primer ministro para sustituir al Presidente en caso de ausencia y, en síntesis, asumir facultades para controlar el curso de la revolución. Lo cierto es que tanto Busso como Muñiz tenían relaciones fluidas con los dirigentes de los partidos políticos en tanto Villada se alejaba de ellos desconfiando de la “política tradicional”.

## La Junta Consultiva
El 28 de octubre de 1955 se creó la Junta Consultiva Nacional, un organismo seleccionados por el poder militar, de acuerdo a una proporción también establecida también por el poder militar integrada por políticos designados por casi todos los partidos políticos argentinos. Básicamente quedaron excluidos de la Junta Consultiva Nacional el Partido Peronista y el Partido Comunista, así como otros partidos menores y de carácter provincial.

## Crisis política
El 10 de noviembre Lonardi aprobó un decreto preparado por Villada, que desdoblaba las carteras de Interior y Justicia, dejando a Busso a cargo de la última y designando en Interior a De Pablo Pardo. Lonardi pensaba que éste –un reconocido antiperonista que incluso había participado del complot para derrocar a Perón- era una figura aceptable para la Marina pero cuando le llevaron el decreto a firmar a Teodoro Hartung el Ministerio de Marina lo hizo a regañadientes y advirtió al Presidente que se produciría un conflicto. Los antecedentes nacionalistas de De Pablo Pardo así como publicaciones de ideología fascista que había hecho en la década de 1940, sumado a la circunstancia de que estaba reemplazando a un ministro con prestigio consolidado y amplio apoyo civil lo hacían inaceptable para la Marina y el sector liberal del gobierno.
Busso no aceptó la modificación, presentó su renuncia y Lonardi designó a en su lugar a Bernardo Velar de Irigoyen, a quien tomó juramento el 12 de noviembre.
En la noche entre el 12 y el 13 de noviembre hubo sucesivas reuniones del Presidente en la Residencia presidencial de Olivos de los tres ministros militares y de grupos de oficiales superiores de las tres armas, quienes solicitaron que se disolviera el Partido Peronista, se interviniera a la CGT, se creara una Junta Militar Revolucionaria que controlara los nombramientos y los pronunciamientos, y se removiera algunos funcionarios, punto éste que era, en realidad, secundario. Los jefes militares no deseaban el alejamiento de Lonardi y consideraban posible llegar a un acuerdo con éste.

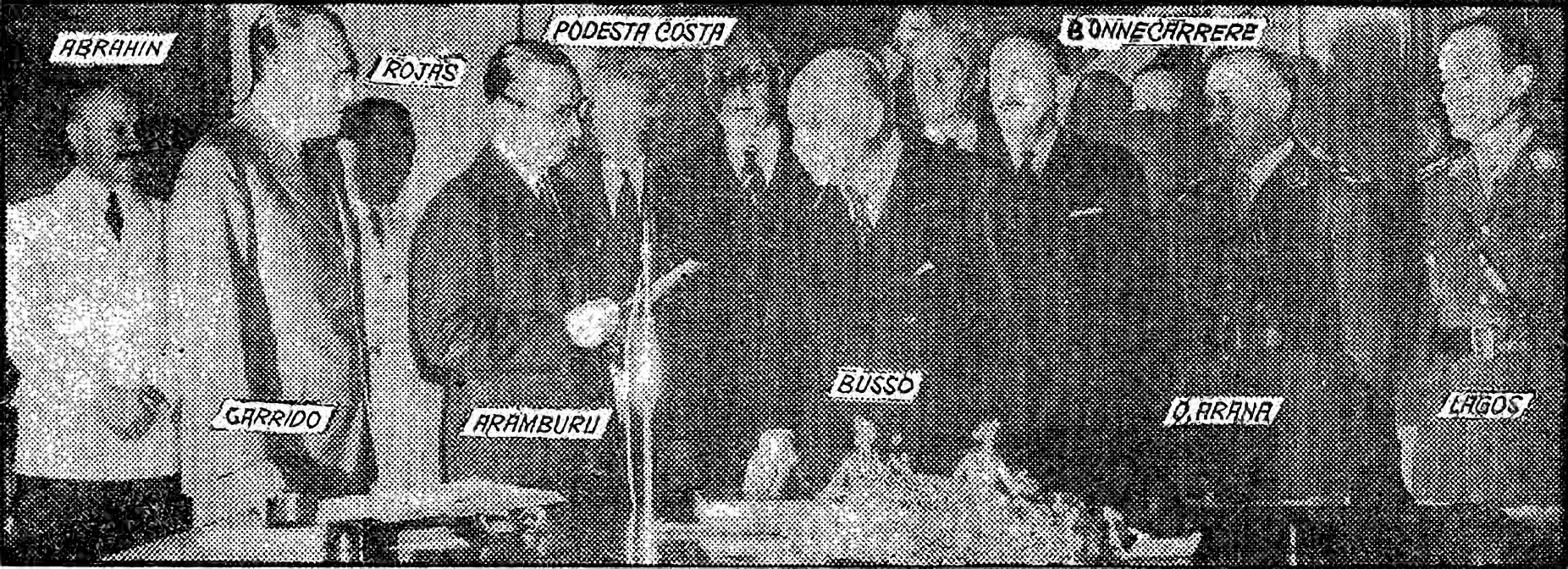
Eduardo Busso jura nuevamente como ministro del interior, ahora ante Pedro Aramburu. 13 de noviembre de 1955.

Lonardi solamente aceptó el alejamiento de Luis María de Pablo Pardo y de Villada Achával, pero rechazó desprenderse del mayor Juan Guevara, su edecán, otro de los objetados, y tampoco aceptó compartir su poder con una Junta ni tomar las demás medidas de gobierno solicitadas.
Apenas amaneció el 13 de noviembre, se presentaron en la residencia oficial los tres ministros militares: de Guerra, general Arturo Ossorio Arana, de Marina, almirante Hartung, y de Aeronáutica, brigadier Ramón Abrahín, quienes le manifestaron que había perdido la confianza de las Fuerzas Armadas por lo que le requerían su renuncia. Luego de algunas consultas, Lonardi anunció que no presentaría su renuncia por escrito porque consideraba que lo estaban echando. No obstante ello, aceptó finalmente no hacer declaraciones públicas sobre su alejamiento, que en la prensa fue explicado como consecuencia de sus problemas de salud. El 13 de noviembre asumió como nuevo presidente Pedro Eugenio Aramburu, cuya elección había sido consensuada en las conversaciones que los mandos habían sostenido desde 4 o 5 días antes. El gabinete fue parcialmente renovado, se mantuvo la separación entre Justicia e Interior y Busso fue nombrado en este último ministerio.

## Denuncia contra Busso
El abogado Luis Acuña escribió y difundió un folleto con una denuncia contra Busso vinculada al juicio de divorcio de los esposos Alejandro Vlasov y Emilia Cavure en el cual el estudio jurídico que tenían el ministro y el subsecretario de justicia López Olaciregui defendía al marido en tanto Acuña patrocinaba a la esposa. Acuña afirmaba que los dos funcionarios, quienes además eran directores y accionistas de la firma Vlasov, habían influido para que se nombrara a Luis María Bunge Campos como nuevo juez a cargo de ese juicio, en el cual había importantes intereses económicos en juego.
Busso renunció al cargo el 28 de abril de 1956 y pidió a Aramburu que se formara un Tribunal de Honor para juzgar su conducta; afirmó que tanto él como su subsecretario al asumir sus cargos habían dejado de ser directores de Vlasov y se habían desvinculado del estudio jurídico y, por otra parte, no conocía personalmente al juez Bunge Campos. El tribunal comprobó que la reorganización judicial había estado a cargo de una comisión que integraban, entre otros, el procurador general de la Nación, Sebastián Soler, que Bunge Campos tenía méritos suficientes para ser juez y que ni Busso ni López Olaciregui habían intervenido en su elección. Pese al dictamen, ninguno de los dos aceptó volver al cargo y, en cambio, retornaron a la actividad privada.